# Лихварство

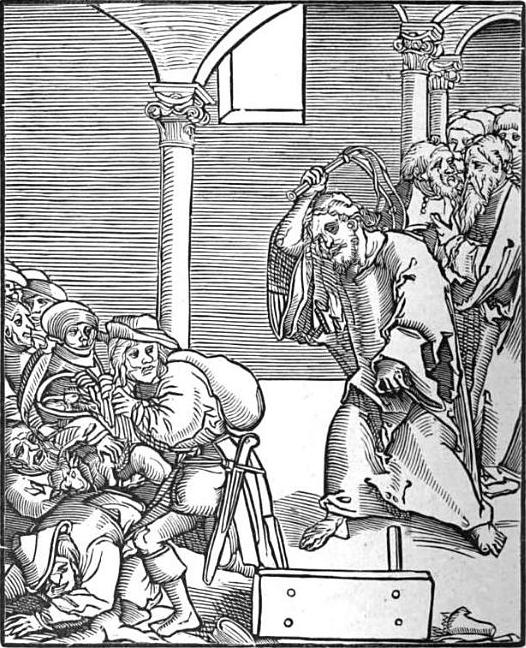
Ісус, що виганяє лихварів із храму, гравюра (ритина) Лукаса Кранаха Старшого.

Лихварство — надання грошей у борг з умовою сплати відсотків при погашенні боргу.
Особа, яка займається лихварством називається лихварем.
За сучасним класифікатором професій ДК 003:2010, Лихварі (особи, що позичають гроші під заставу або в борг), код професії — 4214.
З виникненням індустріального виробництва і класичного капіталізму без розвинутого кредиту нормальна виробнича діяльність була неможливою, адже підприємцям не вистачало власного капіталу для переведення економіки на індустріальні рейки та для підтримки темпів розширеного відтворення. У результаті були створені нові джерела позичкового капіталу, який надавався під прийнятний відсоток. На відміну від лихварства, цей капітал витрачається не для споживацької мети, а для господарювання з метою отримання прибутку.

## Історія лихварства в Україні
Перші згадки про лихварство в Україні пов'язані з князем Мономахом, якого кияни запросили князювати після смерті Святополка. Він обмежив лихварство, вигнав жидів за межі Київського князівства зовсім. Перебуванню євреїв на Русі поклала край постанова князів на Видубецькому з'їзді «про вигнання з землі руської всіх жидів».[джерело?]
Із зростанням торгового та грошового обігу на українських землях в XVI — XVIII ст. поширилися кредитні операції і лихварство. Необхідність кредиту була зумовлена також відсутністю у купців вільних коштів.
Оперування кредитами підвищувало дієвість торгових операцій, спрощувало розрахунки. Наймасовішими були короткострокові споживчий кредит і комерційний кредит на великі суми. В XVII ст. позики до 100 злотих становили абсолютну більшість кредитних операцій у Тернополі (71 %), Рогатині (62 %), Теребовлі (59 %).
Лихварство стало потворним явищем капіталістичного розвитку Західної України XIX ст. Не вміючи господарювати, значна частина землевласників потрапила в боргову залежність до лихварів. Ще частіше їхніми боржниками ставали селяни.
Лихварство було поширене серед представників різних верств населення. Найбільше ним займалися вірменські та єврейські купці, які часто спеціалізувалися в цій галузі. Нерідко в ролі кредитних контор виступали католицькі костели й монастирі, православні братства.

## Боротьба з лихварством
З перших сторіч християнства церква ревно слідкувала, аби дух наживи не руйнував християнську мораль. Вважалося великим гріхом брати відсотки за позичені гроші, жорстко переслідувала це і держава. Лихварство каралось смертю.
У Середньовіччя християнська церква заборонила зовсім позичку грошей під проценти. Мусульманська релігія також карала за такі фінансові операції. Цей принцип, що стосувався спочатку тільки осіб духовного звання, поширився в XII—XIII ст. і на світських людей. Проте заборона зовсім не торкалася євреїв, які не належали ні до християнської, ні до мусульманської релігій. Навпаки, промисел, заказаний іншим, вільно переходив до рук євреїв, яким не забороняв його юдаїзм. У цьому значенні слід розуміти слова Фрідріха Енгельса, який писав: «Діти Ізраїлю залишались весь час аристократією серед віруючих і обрізаних»
Англійські королі Альфред, потім Едвард Конфесор, Джон забирали за лихварство майно, спадкоємців позбавляли спадщини. Покійника-лихваря заборонялось ховати за християнським звичаєм, на християнському цвинтарі. У XIV столітті за короля Джемса І лихварство вважалось таким же злочином, як і вбивство, каралось смертю.
Масонство не приймало та забороняло лихварство.
До кінця Середньовіччя заборону процентів поступово було скасовано. Натомість уряди західних країн почали законом визначати максимум дозволеного відсотка, який коливався між 5 і 6. Стягнення більш високого відсотка вважалося лихварством і переслідувалося в кримінальному порядку. В Російській Імперії узаконений максимум до 6 % було введено з 1754 р.
Поступово в XIX ст. узаконену норму скасовують зовсім, скасовують і переслідування за стягнення високих відсотків. Але й після цього лихварські угоди, в яких були наявні зловживання становищем боржника, каралися законом.